# Câmpuri (gmina)
Câmpuri – gmina w Rumunii, w okręgu Vrancea. Obejmuje miejscowości Câmpuri, Fetești, Gura Văii, Rotileștii Mari i Rotileștii Mici. W 2011 roku liczyła 3475 mieszkańców.